# Kristine Froseth
Kristine Froseth (Nova Jersey, 21 de setembro de 1995) é uma atriz e modelo norte-americana-norueguesa. . Ela é conhecida por interpretar Kelly Aldrich na série da Netflix The Society (2019), Alaska Young na série Hulu Looking for Alaska (2019) e Nan St. George na série The Buccaneers da Apple TV+ (2023–presente).

## Biografia e carreira
Froseth nasceu nos Estados Unidos filha de pais noruegueses e seus primeiros anos de vida foram gastos indo e voltando entre Oslo, Noruega e Nova Jersey, devido ao trabalho de seu pai.
Froseth foi procurado pela IMG Models, enquanto em Nova Jersey, em um desfile de moda shopping local. Ela modelou marcas como Armani, Juicy Couture, Miu Miu e H&M.
Sua carreira de atriz começou quando uma diretora de elenco encontrou suas fotos e a incentivou a fazer um teste para a adaptação cinematográfica do romance de John Green, Looking for Alaska. A adaptação cinematográfica nunca foi feita. Frøseth começou sua carreira de atriz com o filme Rebel in the Rye de 2017. Em 2018, ela estrelou em dois filmes da Netflix, Sierra Burgess Is a Loser e Apostle.
Em 9 de maio de 2018, foi anunciado que o Hulu estaria adaptando o romance de John Green Looking for Alaska para uma série limitada de 8 episódios. Em 30 de outubro de 2018, John Green anunciou que Kristine Frøseth estaria interpretando o Alaska Young, a personagem principal.

## Filmografia

### Cinema
| Ano  | Título                    | Papel               | Notas          |
| ---- | ------------------------- | ------------------- | -------------- |
| 2016 | Unfounded                 | Audrey              | Curta-metragem |
| 2017 | Rebel in the Rye          | Shirley Blaney      |                |
| 2017 | Pretty Is                 | Honey               | Curta-metragem |
| 2018 | Sierra Burgess Is a Loser | Veronica            |                |
| 2018 | Apostle                   | Ffion               |                |
| 2019 | Low Tide                  | Mary                |                |
| 2019 | Prey                      | Madeleine           |                |
| 2019 | The Assistant             | Sienna              |                |
| 2021 | Birds of Paradise         | Marine Elise Durand |                |
| 2022 | Sharp Stick               | Sarah Jo            |                |
| 2022 | How to Blow Up a Pipeline | Rowan               |                |
| 2024 | Desert Road               | Mulher              |                |
| 2024 | Oh, Canada                | Alicia Fife         |                |
| TBA  | Her Private Hell          |                     | [ 7 ]          |
| TBA  | Pickleheads               | Mia Presley         |                |

### Televisão
| Ano           | Título                                   | Papel            | Notas                 |
| ------------- | ---------------------------------------- | ---------------- | --------------------- |
| 2016          | Junior                                   | Jess             | 10 episódios          |
| 2017          | Let the Right One In                     | Eli              | Episódio: "Pilot"     |
| 2018          | The Truth About the Harry Quebert Affair | Nola Kellergan   | 10 episódios          |
| 2019          | The Society                              | Kelly Aldrich    | 10 episódios          |
| 2019          | Looking for Alaska                       | Alaska Young     | 8 episódios           |
| 2020          | When the Street Lights Go On             | Chrissy Monroe   | 10 episódios          |
| 2022          | The First Lady                           | Betty Ford jovem | 5 episódios           |
| 2022          | American Horror Stories                  | Coby Dellum      | Episódio: "Dollhouse" |
| 2023–presente | The Buccaneers                           | Nan St. George   | Papel principal       |

### Videoclipes
| Ano  | Título        | Artista    |
| ---- | ------------- | ---------- |
| 2016 | "False Alarm" | The Weeknd |